# Honorio Cornejo y Carvajal
Honorio Cornejo y Carvajal   (Zalamea la Real, 25 de novembre de 1861 - Madrid, 1937) va ser un militar i polític espanyol.

## Biografia
Era fill d'una família benestant. El 9 de juliol de 1878 va ingressar a l'Escola Naval Militar, aleshores denominada Escola Naval Flotant, per trobar-se en l'antiga fragata Asturias, fondejada a Ferrol. El juliol de 1884 fou ascendit a alferes de navili i el 1885 fou destinat a les Filipines per lluitar contra els pirates, però va emmalaltir i tornà a Espanya.
Un cop restablert va ser destinat al cuirassat Pelayo i posteriorment fou enviat a l'Escola de Torpedes. A finals de 1889 va ser destinat novament a Manila i fou ascendit a tinent de Navili. Li encarregaren el comandament del canoner Samar, però emmalaltí un altre cop i el 1893 va tornar a Espanya. Aleshores fou nomenat agregat a la Comissió de Marina de la província de Huelva. Tanmateix, a mitjans de 1894 era nomenat Ajudant de l'Almirall Cap de l'Esquadra d'Instrucció a bord del creuer Alfonso XIII. D'aquí passaria amb el mateix càrrec al cuirassat Pelayo i més tard al cuirassat Vizcaya. El 1897 li entregaren el comandant del creuer Aragón.
De 1898 a 1905 fou professor de física a l'Escola Naval Flotant, fins que fou nomenat segon comandant del creuer Extremadura i després a la Nautilus fins a 1907, quan fou destinat a l'Arsenal de Ferrol. El 1912 fou ascendit a capità de fragata i és destinat a fer de guardacostes amb el canoner Infanta Isabel durant la Guerra del Rif. El 1916 és ascendit a capità de navili i és nomenat Cap de la Primera Secció de l'Estat major Central de l'Armada i Secretari de l'Estat major Central, fins que el 1918 és nomenat comandant del cuirassat Alfonso XIII. En 1920 és nomenat contraalmirall i posteriorment Primer Tinent Fiscal del Consell Suprem de Guerra i Marina.
El setembre del 1923 és nomenat segon Cap de l'Estat major Central i al maig de 1924 Sotssecretari de Marina. A la fi d'any és ascendit a vicealmirall. Estant en la reserva, el dictador Miguel Primo de Rivera el nomena, al desembre de 1925 Ministre de Marina, fins que en novembre de 1928 sol·licita la seva dimissió al rei Alfons XIII. Establert a Madrid, durant la Segona República no va ocupar cap càrrec de rellevància i es va mantenir al marge de la política. Va morir durant la guerra civil espanyola d'una malaltia, es creu que en 1937.